# 261P/Larson
261P/Larson, komet Jupiterove obitelji